# Trevor Engelson
Trevor Jeo Engelson (Long Island, 23 de outubro de 1976) é um diretor de cinema, produtor e agente de talentos americano, cujo trabalho incluiu a produção do filme Remember Me, de 2010.

## Biografia e Carreira
Engelson nasceu em 23 de outubro de 1976, em Great Neck, Nova York, em Long Island. Ele é judeu. O produtor frequentou o John L. Miller Great Neck North High School e estudou jornalismo na Universidade do Sul da Califórnia, em Los Angeles. Depois da faculdade, Engelson começou uma carreira como assistente de produção e, mais tarde, passou a gerenciar talentos antes de fundar sua própria produtora, Underground, em 2001. Como produtor, ele trabalhou em vários filmes e programas de televisão. Incluindo Remember Me, Outpost 37, Licença para Casar e All About Steve. Ele também produziu a série Snowfall. Em 2018, Engelson foi contratado para começar a trabalhar em um drama fictício da Fox Broadcasting sobre um príncipe britânico.

## Vida Pessoal
Engelson conheceu e começou a namorar Meghan Markle em 2004. O casal se casou em 10 de setembro de 2011 nA Pousada Jamaica Inn em Ocho Rios, Jamaica. Eles se separaram aproximadamente 18 meses depois e receberam um divórcio sem culpa em agosto de 2013, citando diferenças irreconciliáveis. Em novembro de 2017, quando sua ex-esposa ficou noiva do príncipe Harry, Engelson atraiu uma atenção significativa da mídia devido ao seu casamento anterior com Markle.
Após o divórcio de Markle, Engelson namorou Bethenny Frankel do reality show The Real Housewives of New York City. De acordo com Frankel, seu relacionamento romântico posteriormente se transformou em um negócio.
Em 1 de junho de 2018, Engelson ficou noivo da nutricionista Tracey Kurland; eles já namoravam desde novembro de 2017. O casal se casou em 11 de maio de 2019, na Califórnia.
Em agosto de 2020 o casal anunciou o nascimento da primeira filha, Ford Grace. Em novembro de 2021 o casal teve a segunda filha chamada  Sienna Lee.